# Żegowo
Żegowo – wieś w Polsce położona w województwie wielkopolskim, w powiecie poznańskim, w gminie Buk.

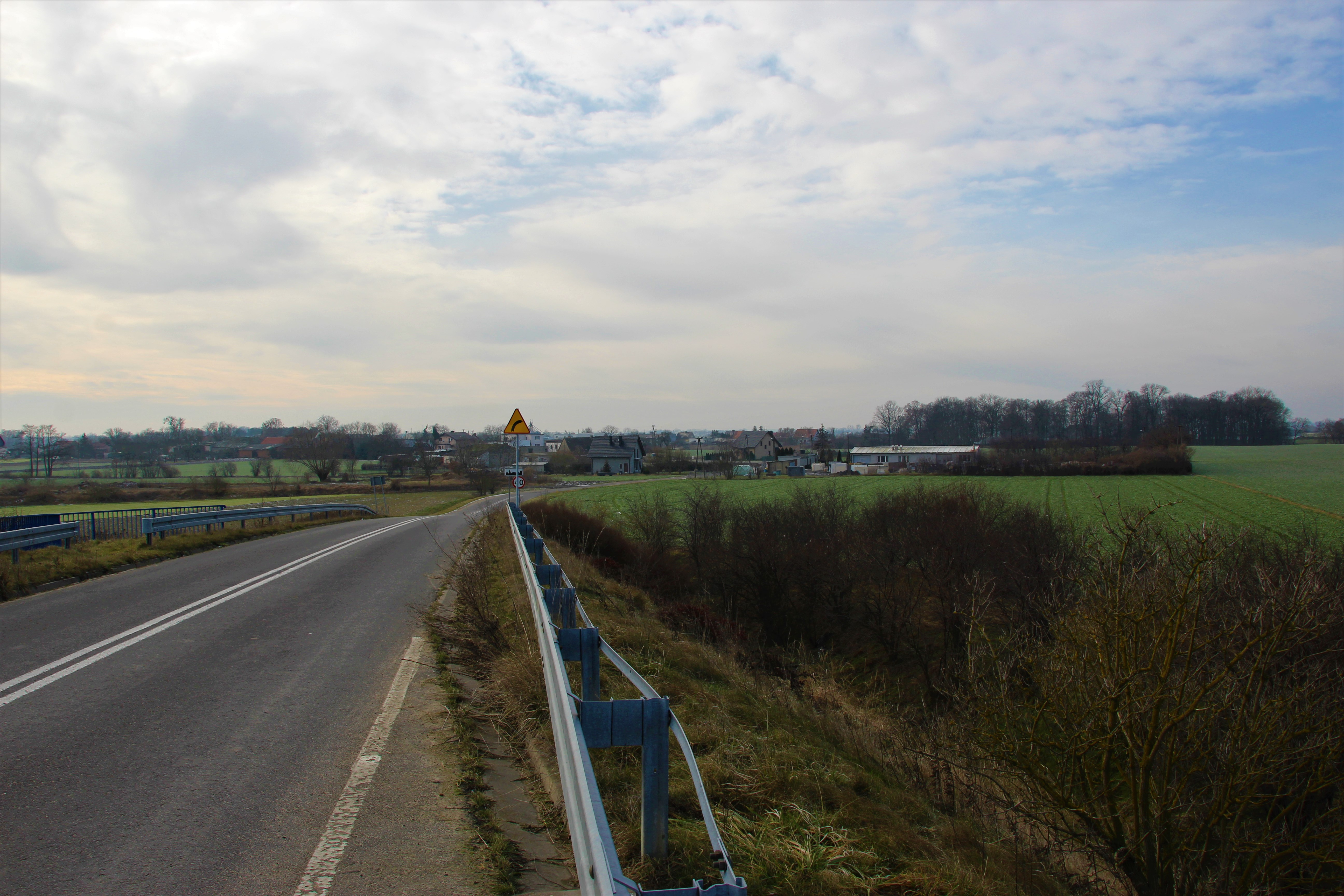
Panorama części wsi

Na południe od wsi przebiega droga wojewódzka nr 307.
Wieś szlachecka Dzegowo (Dziegowo) położona była w 1580 roku w powiecie poznańskim województwa poznańskiego. W 1580 majątek we wsi miał Hieronim Powodowski. W latach 1717–1793 Żegowo należało do kapituły poznańskiej. Wieś była znana również pod nazwami Dżegowo albo Dziegowo.
Leon Plater w XIX-wiecznej książce pod tytułem "Opisanie historyczno-statystyczne Wielkiego Księztwa Poznańskiego" (wyd. 1846) zalicza Żegowo (Zegowo) do wsi większych w ówczesnym powiecie bukowskim, który dzielił się na cztery okręgi (bukowski, grodziski, lutomyślski oraz lwowkowski). Zegowo należało do okręgu bukowskiego i było częścią majętności Duszniki, której właścicielem był rząd pruski w Berlinie. Według spisu urzędowego z 1837 roku wieś liczyła 181 mieszkańców i 23 dymy (domostwa).
Pod koniec XIX wieku istniała w Żegowie szkoła, a wieś podlegała pod parafię w Niepruszewie. Żegowo liczyło wtedy 179 mieszkańców.
W latach 1975–1998 miejscowość należała administracyjnie do województwa poznańskiego. Sołectwo Wygoda-Wysoczka-Żegowo liczyło w 2013 roku łącznie 311 mieszkańców.